# Stadler GTW 1. Generation
Der GTW (für Gelenktriebwagen) von Stadler Rail ist ein Triebzug mit einem fest eingereihten zweiachsigen Antriebsmodul für den Schienenpersonennahverkehr. Die GTW der ersten Generation wurden von 1995 bis 2007 ausgeliefert.
Die GTW 2/6 mit dieselelektrischem Antrieb werden von der Deutschen Bahn als Baureihe 646 geführt.

## Geschichte

### Elektrischer Meterspur-GTW der BTI und CEV

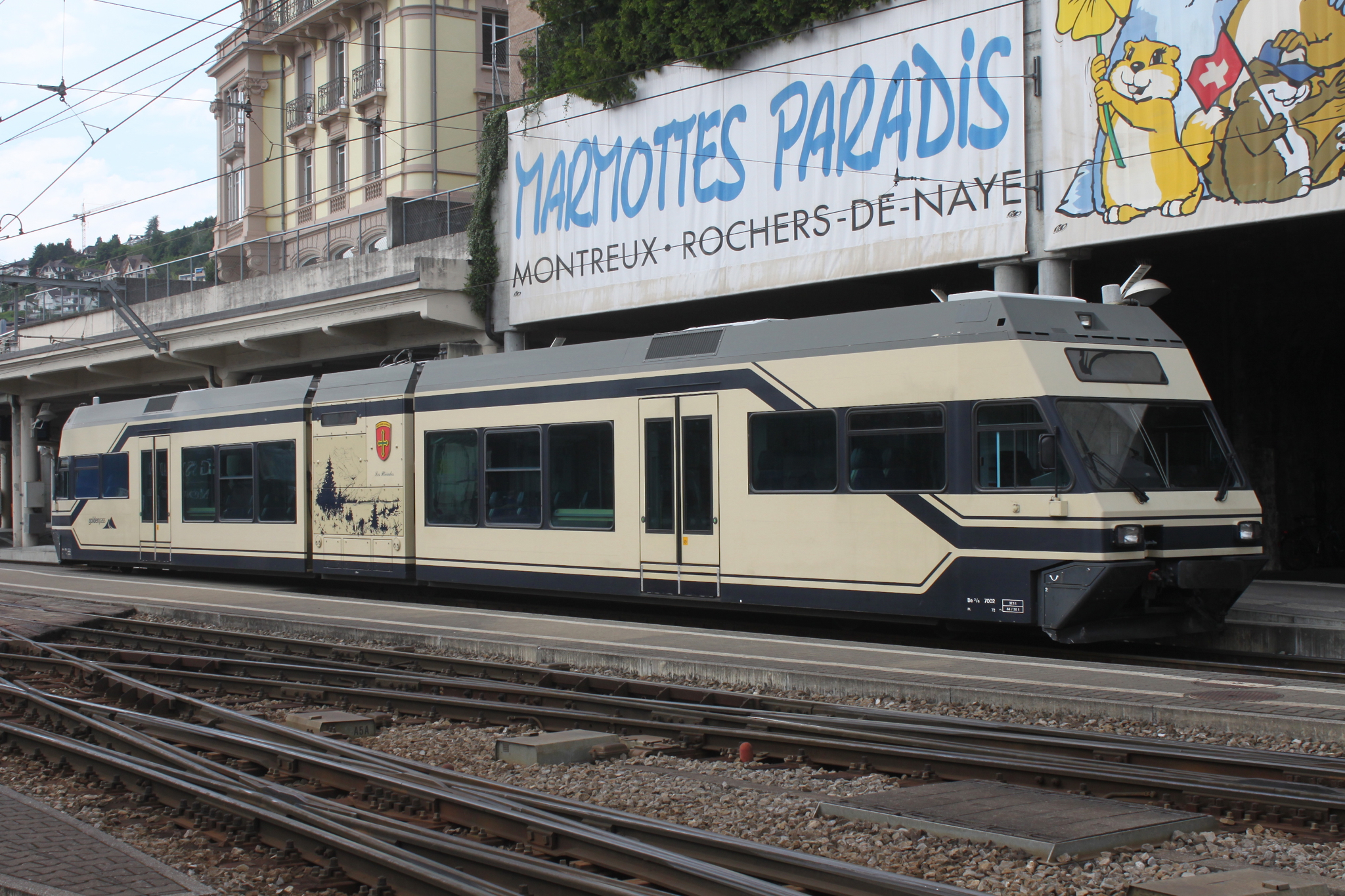
Die vier GTW der Chemins de fer électriques Veveysans (CEV) wurden zusammen mit den sieben Fahrzeugen der BTI bestellt.

Die Initiative zur Entwicklung des Gelenktriebwagens GTW 2/6 ging von der Biel-Täuffelen-Ins-Bahn (BTI) und den Chemins de fer électriques Veveysans (CEV) aus. Die beiden Schweizer Meterspurbahnen wollten neue Fahrzeuge beschaffen, aber das zunächst von den Ateliers de constructions mécaniques de Vevey (ACMV) und Schindler Waggon angebotene Fahrzeugkonzept sprengte den finanziellen Rahmen der beiden Bahnunternehmungen. Das Pflichtenheft forderte kostengünstige und leichte Fahrzeuge mit mindestens 60 Prozent Niederfluranteil. Auf Traktionsausrüstungen auf dem Dach sollte verzichtet werden, um den Umbau der bestehenden Werkstätten zu vermeiden. Stadler entwickelte daraufhin einen Triebzug, in dem die Antriebselemente in einem zweiachsigen Antriebsmodul zusammengefasst wurden. Für den Aus- und Einbau der Komponenten im Antriebsmodul genügt ein Gabelstapler. Um Energie zu sparen und die Betriebskosten niedrig zu halten, wurde in Zusammenarbeit mit Alusuisse auf Basis der Kofferkuliwagen der Brig-Visp-Zermatt-Bahn (BVZ) ein möglichst leichter Wagenkasten mit geschraubten Seitenwänden entwickelt. An diesen Fahrzeugen lässt sich leicht das Prinzip der modularen Fahrzeugentwicklung von Stadler erkennen. Sie sind im Prinzip baugleich, aber jeder Kunde hat seine Besonderheiten, z. B. bezüglich Fahrzeuglänge, Führerstände oder Kupplungseinrichtung. 1997/98 wurden die Be 2/6 501–507 der BTI und die Be 2/6 7001–7004 der CEV dem Betrieb übergeben.

### Dieselelektrischer GTW

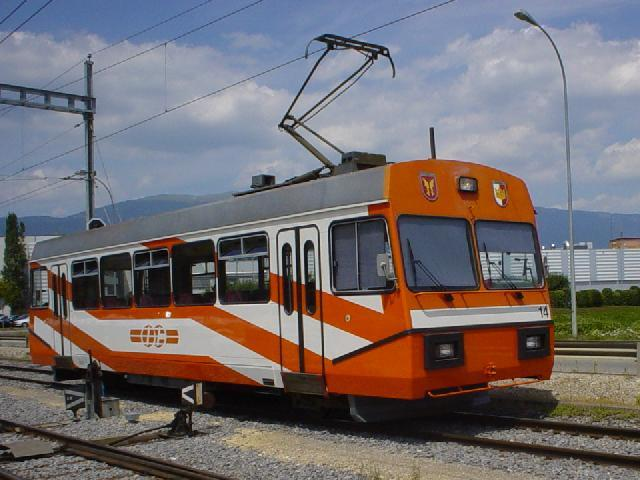
Der Triebwagen der OC weckte Interesse in Deutschland

1990 lieferte Stadler den zweiachsigen Elektrotriebwagen Be 2/2 14 an die normalspurige Orbe-Chavornay-Bahn (OC). Das Fahrzeug weckte Interesse in Deutschland. Im Rahmen eines Konsortiums mit Alusuisse, SLM, AEG und DWA Bautzen übernahm Stadler die Federführung für die Entwicklung des Dieseltriebzugs GTW 2/6. Das Konzept des dieselelektrischen GTW entspricht weitgehend dem elektrischen. Zudem waren die Wagenkästen des Meterspur-GTW von Beginn weg für die höheren Achslasten der Normalspur ausgelegt worden und mussten für den Diesel-GTW nicht grundlegend neu konstruiert werden.
Im Herbst 1995 wurde der Prototyp in Normalspur in Leipzig präsentiert, im April 1996 Probefahrten bei der Mittelthurgaubahn (MThB) in der Schweiz unternommen und im Mai/Juni Vorführfahrten in Österreich, Slowenien und Tschechien. Trotz des Widerstands des deutschen Eisenbahn-Bundesamts konnte die MThB ab dem 8. September 1996 den Prototyp zusammen mit zwei nachbestellten Dieseltriebzügen auf der deutschen Nebenstrecke Radolfzell–Stockach einsetzen. Bei der DB-Ausschreibung war das Konsortium zunächst nicht erfolgreich.

### Elektrische Normalspur-GTW

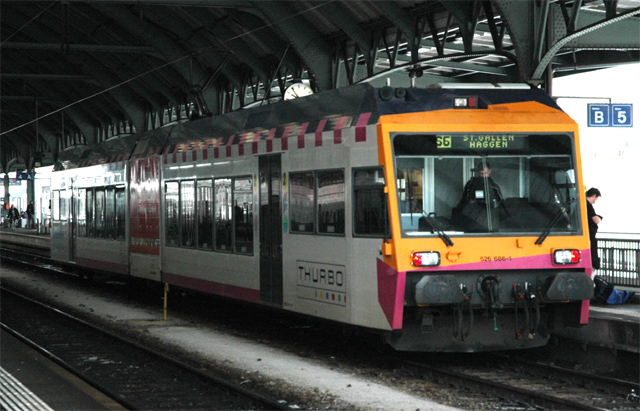
GTW der Mittelthurgaubahn (MThB) in St. Gallen. Die erste Generation der GTW sind an den kantigen Fronten erkennbar.

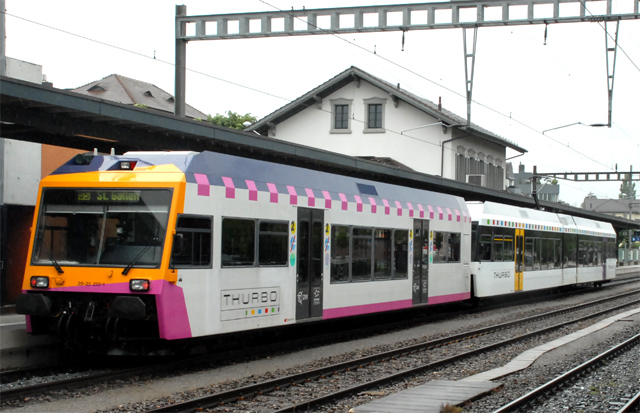
Steuerwagen der MThB-Nachfolgerin Thurbo, abgesehen vom Aufkleber noch im MThB-Design. Der nachfolgende GTW trägt bereits den Anstrich von Thurbo.

Als die Mittelthurgaubahn (MThB) die Ausschreibung für die Seelinie Schaffhausen–Romanshorn gewonnen hatte, bestellte sie im Herbst 1996 zehn elektrische GTW RABe 2/6 für 15'000 Volt Wechselstrom. Die Triebzüge sollten gleich groß wie eine zweiteilige NPZ-Komposition sein, aber nur halb so schwer und als wichtigstes Kriterium nur halb so teuer. Zudem war der grenzüberschreitende Einsatz in der Schweiz und in Deutschland verlangt. Die preisgünstigen Fahrzeuge sind für eine Lebensdauer von 25 Jahren ausgelegt. Früher erreichten Fahrzeuge ein Alter von 40 und mehr Jahren – mit einer kostenaufwendigen Modernisation in der Mitte der Nutzungsdauer. Ab November 1998 standen die ersten zwei Züge im fahrplanmäßigen Einsatz. Die kantigen Fahrzeuge erhielten den Übernamen „Blumenkistli“. Ab Herbst 1999 nahm die MThB zu den GTW passende Steuerwagen in Betrieb, weil die Fahrgastzahlen laufend stiegen. 2021 wurden alle GTW der 1. Generation ausrangiert und anschließend abgebrochen, mit Ausnahme des 526 683, welcher vom Verein MThB-NPZ übernommen wurde und "historisch" aufgearbeitet werden soll.

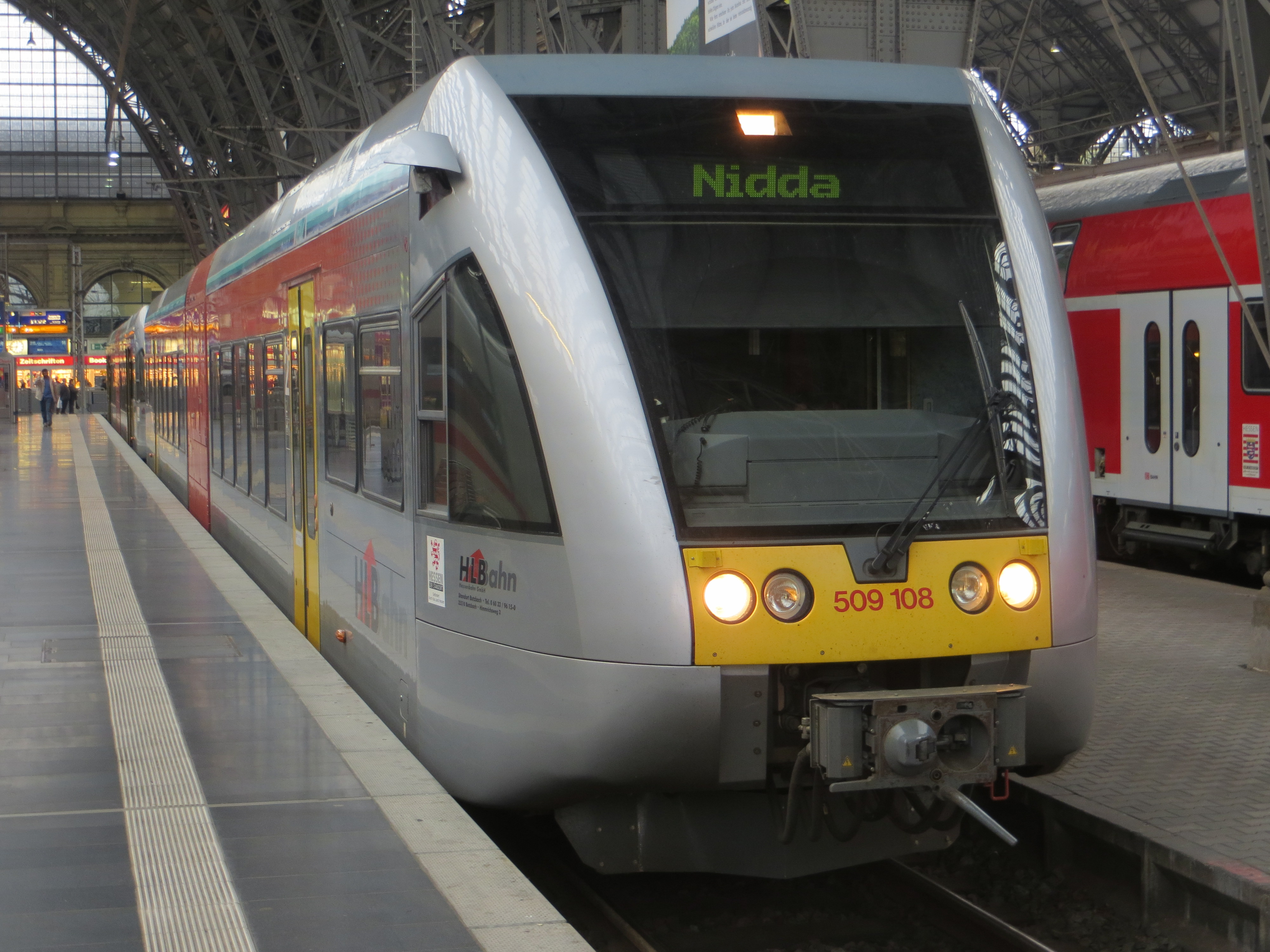
GTW der Hessischen Landesbahn mit eleganter Kunststoff-Stirnfront.

Die Linzer Lokalbahn (LILO) beschaffte in zwei Serien acht und sechs GTW, die weitgehend den Zügen der MThB entsprechen. Sie verfügen jedoch über eine Zweisystemausrüstung für 750 V Gleich- und 15 kV Wechselspannung, um die Verbindung über den Streckenabschnitt der ÖBB zum Bahnhof Linz zu ermöglichen. Die ersten acht Züge stehen seit 2000 in Betrieb, die zweite Serie folgte 2005.

### Weitere Entwicklungen
Nachdem die Hessische Landesbahn (HLB) dreißig Triebwagen geordert hatte, bestellte im Jahr 1999 auch DB Regio 14 und im Folgejahr nochmals 30 Stück. Diesem schloss sich die DB-Tochter Usedomer Bäderbahn mit 14 und später 9 Exemplaren an. Diese deutschen Aufträge wurden von den Konsortialpartnern AEG und DWA Bautzen abgewickelt. Diese Fahrzeuge haben Stirnfronten aus glasfaserverstärktem Kunststoff. Sie erlauben ein schwungvolleres Design, sind aber an bestimmte Kastenbreiten gebunden, weil neue Gussformen erhebliche Zusatzkosten verursachen würden.

## Kunden und Betreiber

### Schweiz

#### Normalspur

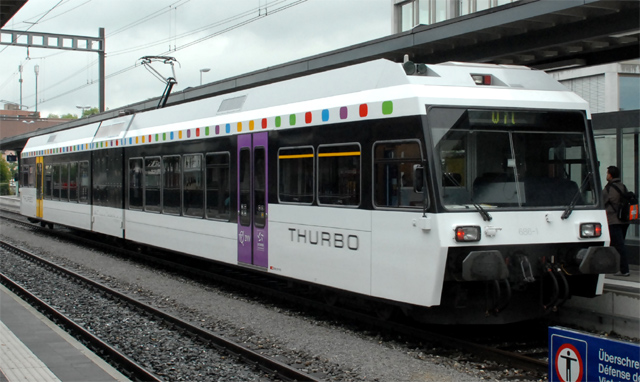
Der RABe 526 686 von Thurbo ist ein GTW der ersten Generation und stammt von der Mittelthurgaubahn.

- Thurbo, ehemals Mittelthurgaubahn (MThB)
  - Bm 596 671–673 (1995), GTW 2/6 DMU (Seehäsle)

Prototypen-Serie; von SBB GmbH übernommen, 2007 der Ferrovie del Sud Est (FSE) verkauft
- RABe 526 680–689 (1996), GTW 2/6 Seelinie

Name: 682-0 Amriswil
Das betriebliche Rückgrat von Thurbo bilden die GTW der dritten Generation.

#### Meterspur

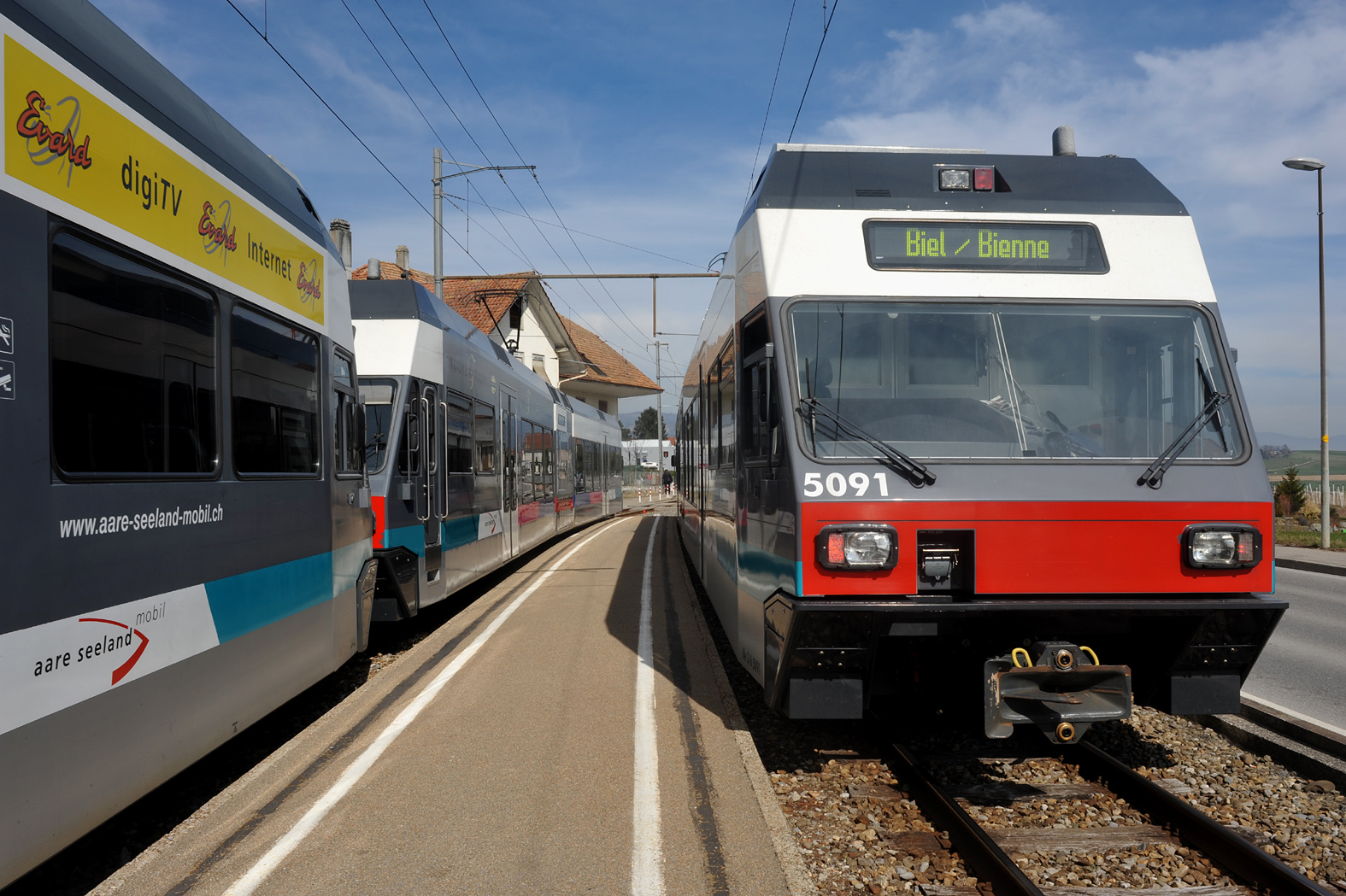
Kreuzung zweier GTW-Kompositionen der ASm auf der Strecke Biel–Täuffelen–Ins

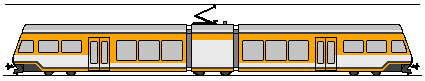
Projekt eines GTW Be 2/6 für die Trogenerbahn

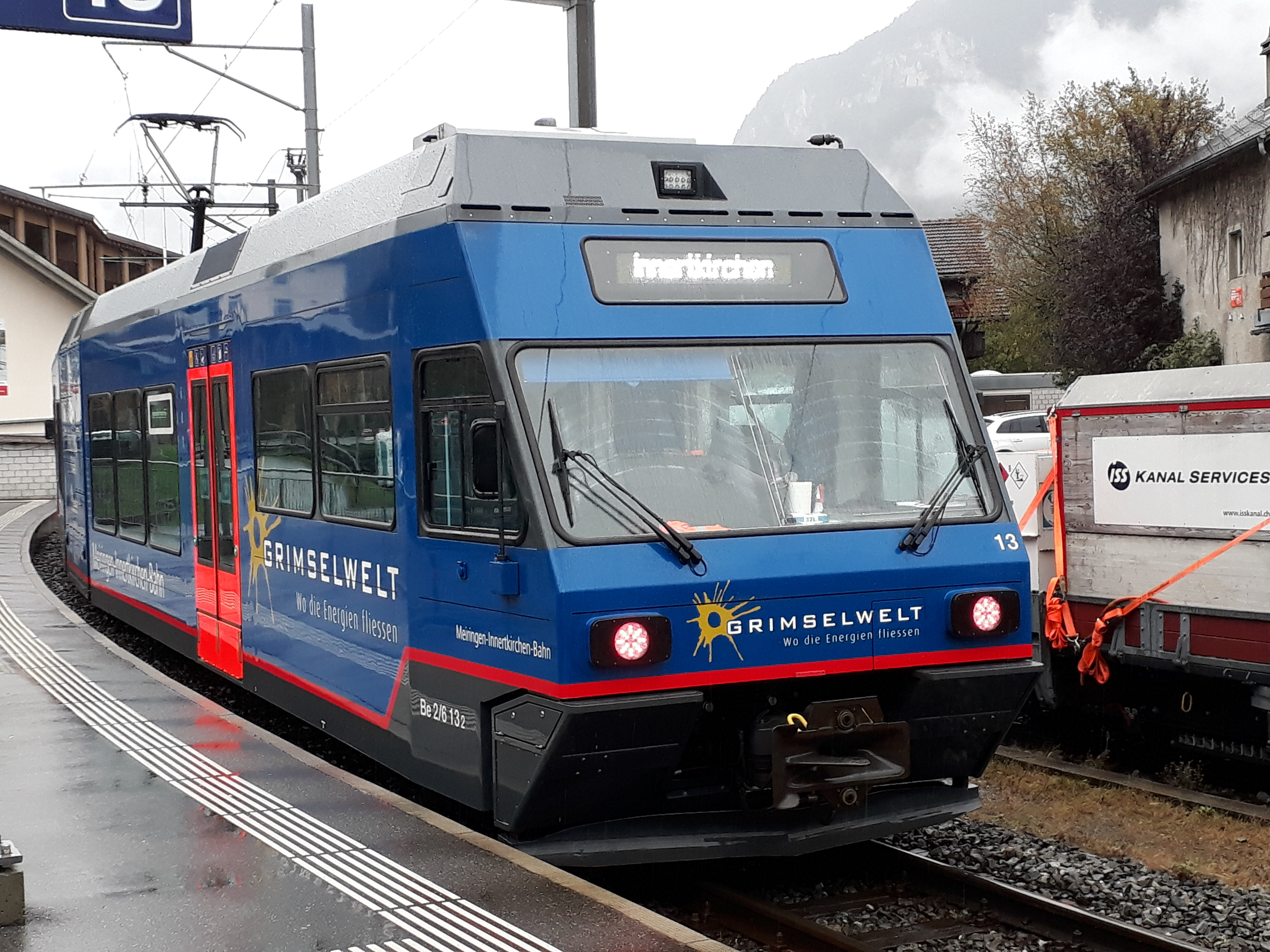
Be 2/6 13 der Meiringen-Innertkirchen-Bahn (MIB)

- Aare Seeland mobil (ASm), ehemals Biel-Täuffelen-Ins-Bahn (BTI)
  - Be 2/6 501–507 (1997)
  - Be 2/6 509–510 (2007)
  - Be 2/6 511–513 (ehemals CEV Be 2/6 7001–7003[6])

Seit 1997 wird die Strecke Biel–Täuffelen–Ins vollständig mit GTW betrieben, die eine Steigerung der Höchstgeschwindigkeit von 65 auf 80 km/h erlaubten. Die Qualitätsverbesserungen führten zu einem Frequenzzuwachs von jährlich 3 bis 4 %. Die zweite Serie ist bereits seit der Ablieferung mit Klimaanlage ausgerüstet, die erste Serie wurde nachgerüstet.
Nach 20 Einsatzjahren erhielten die Fahrzeuge ein umfassendes Refitprogramm mit einem roten Neuanstrich wie die Be 4/8. Die nachgebauten Fahrzeuge 509–510 erhielten nur den Neuanstrich und ein neues Fahrgastinformationssystem. Die von den MVR übernommenen Züge wurden in das Refitprogramm einbezogen, an die Oberleitungsspannung von 1300 statt 900 Volt angepasst und mit Klimaanlagen ausgestattet. Die Modernisierung verzögerte sich um mindestens ein Jahr, weil der unterlegene Anbieter Railmaint gegen die Vergabe rekurrierte. Das mit der ersten Serie beschaffte Traktionsmodul 508 wird nicht in die Modernisierung einbezogen und mittelfristig ausgemustert.

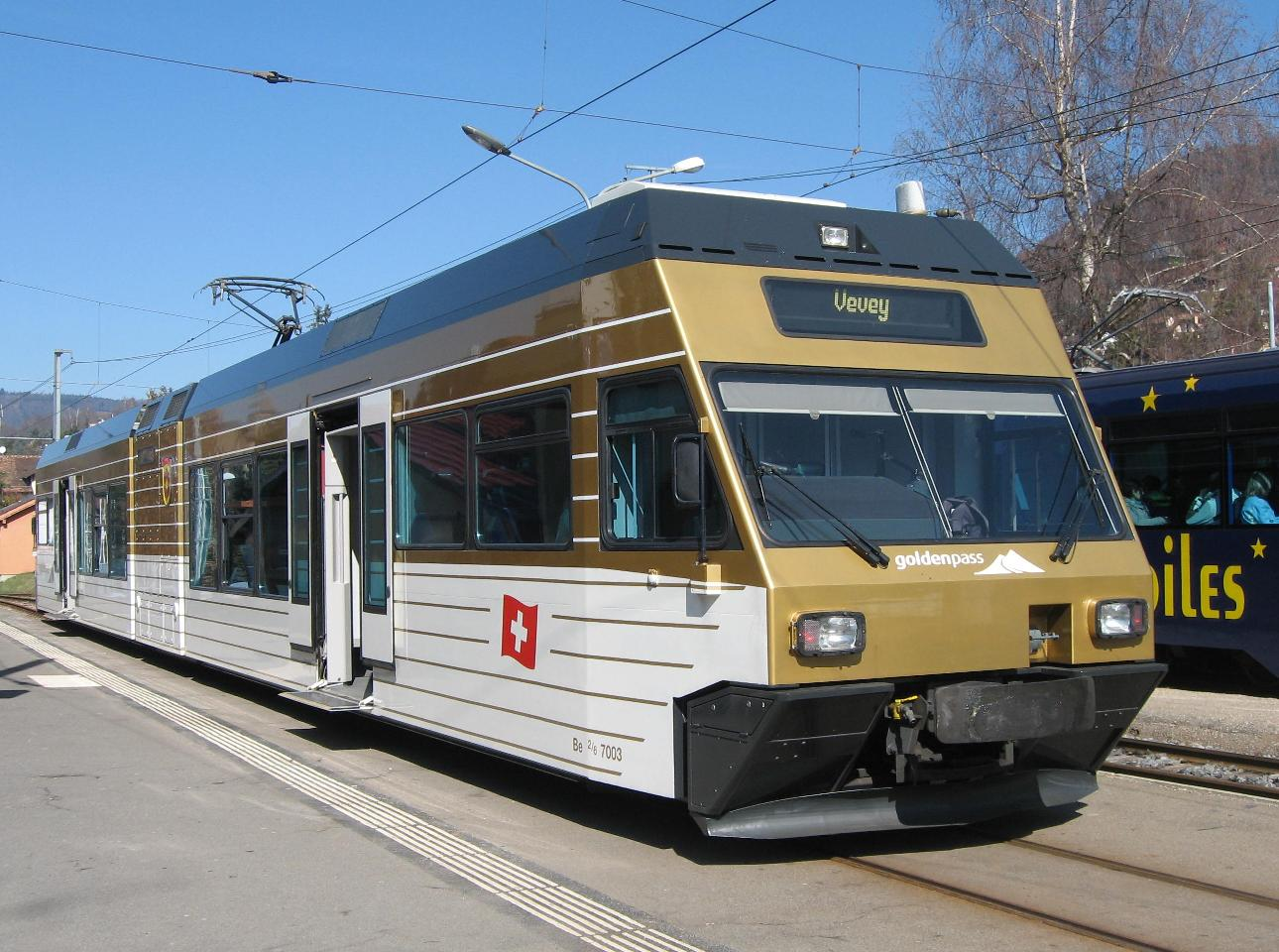
Golden-Pass MVR Be 2/6 7003 Blonay im Jahr 2012

- Transports Montreux–Vevey–Riviera (MVR), ehemals Chemins de fer électriques Veveysans (CEV)
  - Be 2/6 7001–7004 (1997), 2017 verkauft an ASm und MIB

Ab 2011 erhielten die inzwischen zu den MVR gekommenen Fahrzeuge einen neuen Anstrich im Golden-Pass-Design.
Namen: 7001 Vevey, 7002 St-Légier-La Chiésaz, 7003 Blonay, 7004 Montreux
2015–2017 nahmen die MVR Zahnrad-GTW der vierten Generation in Betrieb.
- Trogenerbahn (TB)

1997 wollte die Trogenerbahn zwei GTW ähnlich den Fahrzeugen der BTI beschaffen, was vom Bundesamt für Verkehr im Hinblick auf den damals geplanten Riethüslitunnel und dem damit möglichen Durchlauf nach Teufen abgelehnt wurde. Im Jahre 2000 konnten dann zwei neue Triebzüge ausgeschrieben werden. Die Verzögerung ermöglichte es, für die Steilstrecke der Trogenerbahn besser geeignete Be 4/8 mit vier statt zwei Triebachsen zu beschaffen (siehe auch Abschnitt Vom GTW abgeleitete Fahrzeuge im Artikel Stadler GTW).
- Meiringen-Innertkirchen-Bahn (MIB) ehemals Chemins de fer électriques Veveysans (CEV)
  - Be 2/6 13 (ehemals CEV Be 2/6 7004[6])

Der Be 2/6 für die MIB ist zusammen mit den für die ASm bestimmten GTW modernisiert worden, erhielt aber eine blaue Außenlackierung. Er ersetzt den Be 4/4 8, den die MIB im Jahr 2012 revidieren ließ. Dessen Elektronik blieb damals jedoch unverändert und erweist sich zunehmend als störungsanfällig.

### Deutschland

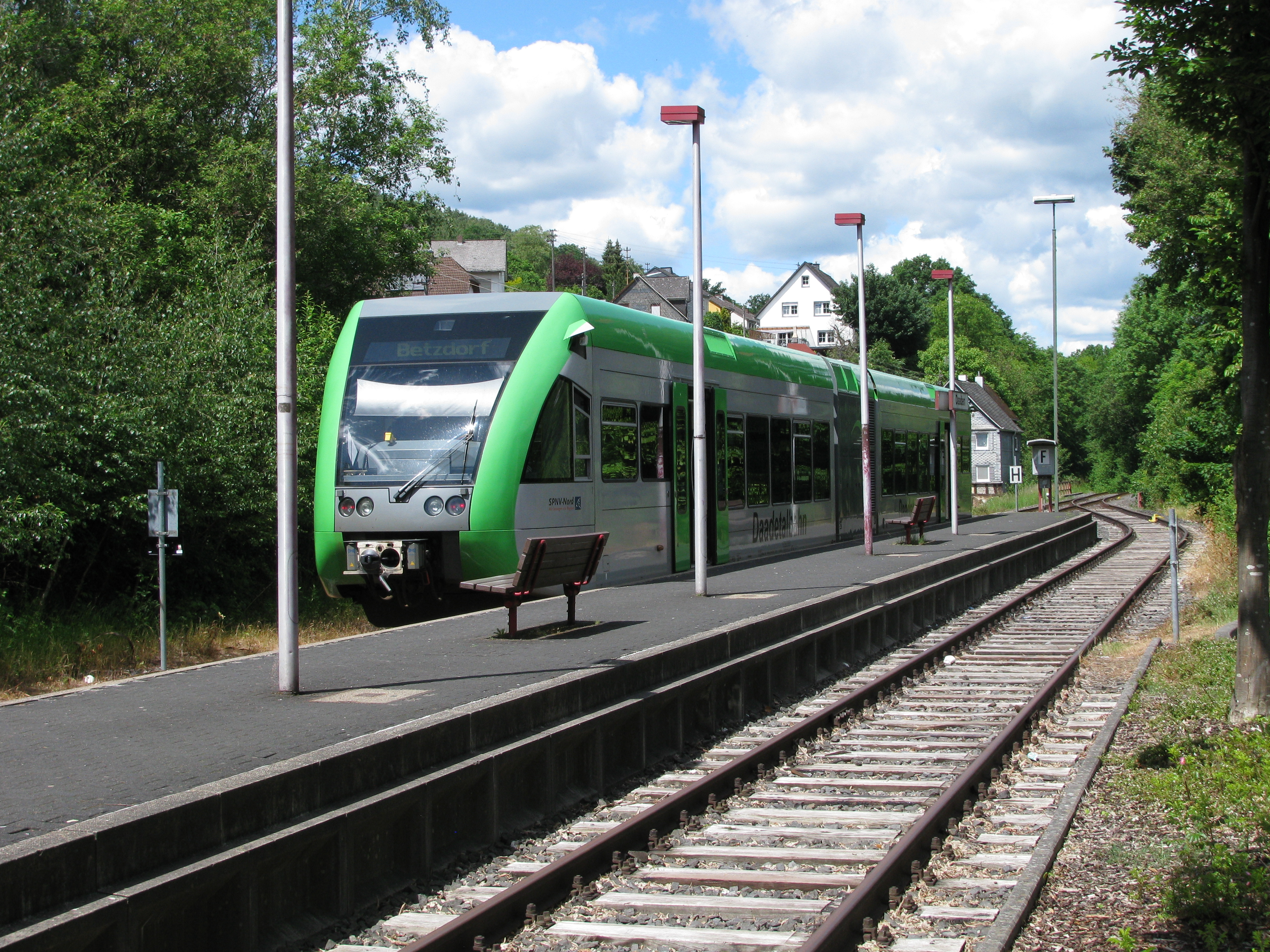
Einer der beiden modernisierten GTW der Westerwaldbahn im Endbahnhof Daaden.

- SBB GmbH, ehemals Euro Thurbo Seehäsle
  - Bm 596 671–673 (1995), Diesel-Prototypen von 1996, ehemals MThB

Die Prototyp-Serie sorgte lange Zeit für negative Schlagzeilen, bis sie 2005/2006 aufwendig saniert wurden. Gewartet wurden sie wie bisher im SBB-Depot Weinfelden, was für teure Leerfahrten sorgte. 2007 wurden die drei Züge der Ferrovie del Sud Est (FSE) verkauft.

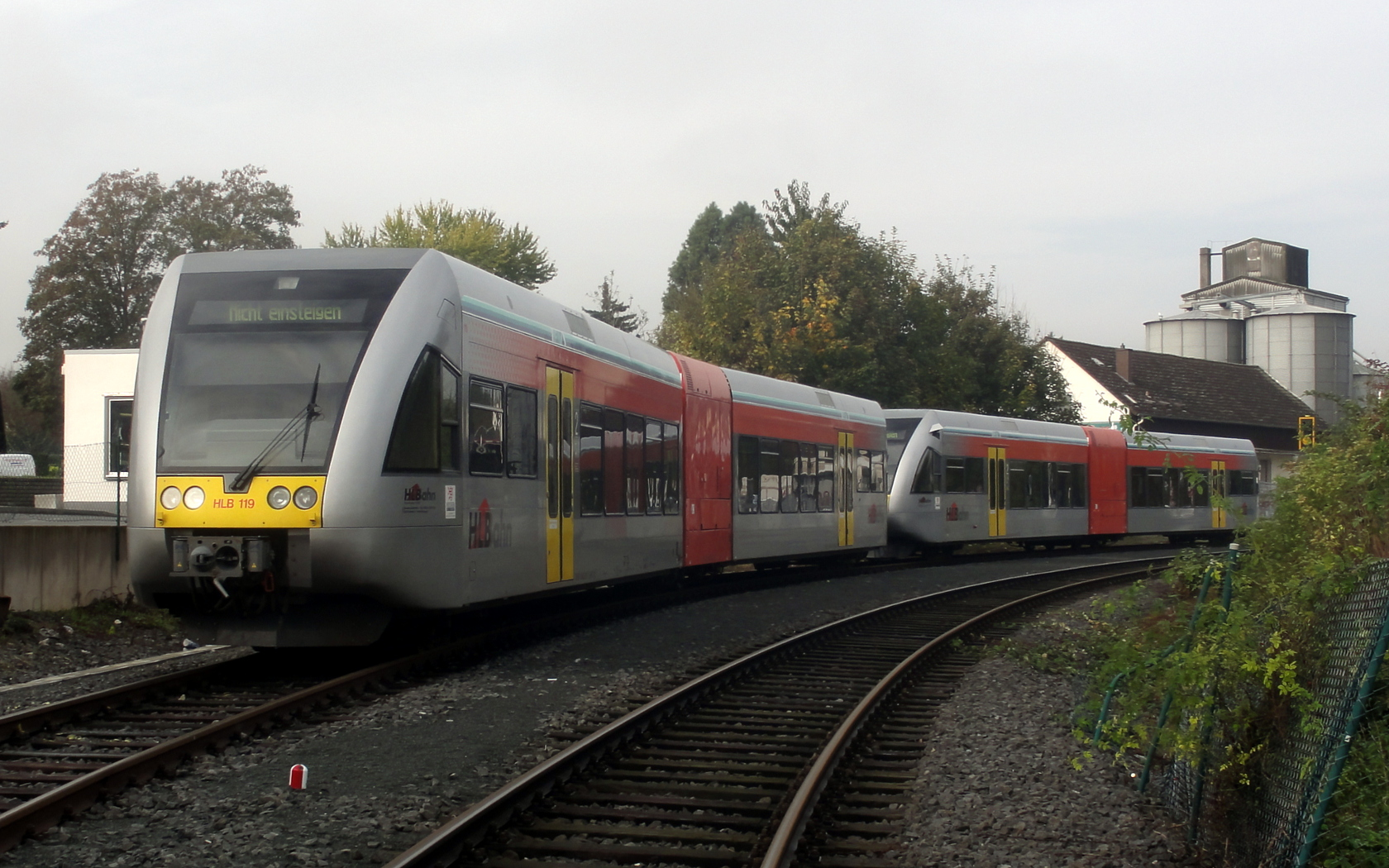
Zwei GTW der Hessischen Landesbahn in Butzbach Ost

- Hessische Landesbahn (HLB)
  - Baureihe 646 400–430 (1999–2001), GTW 2/6 DMU
    - 508 101–103 (1999, ursprünglich KNE, mit WC, bis Ende 2008 nur Wabern–Bad Wildungen)
    - 509 104–112 (1999, ursprünglich BLE, ohne WC; Nr. 106 und 109 ab Ende 2023 s. u. Westerwaldbahn)
    - 508 113–115 (1999, ursprünglich BLE, ohne WC)
    - HLB 119–130 (2000–2001, ursprünglich BLE, mit WC)

Einsatz bis Mitte 2024 gemischt auf den Bahnstrecken Betzdorf–Haiger, Beienheim–Schotten, Friedberg–Mücke, Friedrichsdorf–Friedberg, Gießen–Gelnhausen und der Ländchesbahn, selten auch auf anderen Strecken.
Der GTW 509 108 war bis zur Neustrukturierung der HLB im Jahr 2005 Eigentum der Frankfurt-Königsteiner Eisenbahn (FKE), lief aber meistens bei der BLE.
Der Triebwagen 508 101 wurde im März 2007 an die Tochtergesellschaft Vectus Verkehrsgesellschaft mbH verliehen und dort vom Standort Altenkirchen (Ww) aus eingesetzt. Im Frühjahr 2011 kamen die HLB-GTW 123, 127 und 128 hinzu, später auch der 125. Einsatzgebiet war die Oberwesterwaldbahn vom Standort Altenkirchen und Westerburg aus (je zwei bzw. drei Triebwagen). Ein Zugpaar auf der Lahntalbahn wurde am Morgen werktags außer samstags gefahren.
Nach betrieblicher Auflösung der Vectus Verkehrsgesellschaft wurden alle Wagen in die HLB reintegriert. Im ehemaligen vectus-Verkehrsgebiet laufen nun die GTW 116 (von der Hellertalbahn, s. u.) und 121 bis 130, wobei der GTW 122 im Sommer 2015 bereits zum zweiten Mal einen schweren Unfall an einem Bahnübergang mit einem Traktorgespann bei Altenkirchen erlitt und eine weitere Reparatur zunächst in Frage gestellt wurde. Einsätze finden im gesamten Westerwaldbereich südlich von Altenkirchen statt (wegen fehlender Notbremsüberbrückung für den nördlich von dort gelegenen Marienthaler Tunnel), sowie zwischen Limburg und Wiesbaden.
2015 wurden neun Triebwagen für den Betrieb im Eifel-Westerwald-Sieg-Netz modernisiert, und auch 2023 waren noch alle 28 GTW der HLB im Einsatz. Im folgenden Jahr gingen dann aber 13 Fahrzeuge an Arriva vlaky in Tschechien (s. u.).
- HellertalBahn 1999–2015, dann Westerwaldbahn
  -     - HTB 116–118 (1999, mit 1. Klasse und WC)

Von der HLB im Rahmen ihrer Beteiligung angeschafft und bereitgestellt für die Bahnstrecke Betzdorf–Haiger.
Nr. 116 kam mit den Vectus-Fahrzeugen in das Eifel-Westerwald-Sieg-Netz der HLB (s. o.); Nr. 117 und 118 2016 verkauft an die Westerwaldbahn, die sie von RailMaint modernisieren ließ und mit ihnen bis Ende 2023 ihre Daadetalbahn betrieb.
Für deren weiteren Betrieb kaufte die Westerwaldbahn von der HLB dann rechtzeitig die GTW 106 und 109 (s. o.).

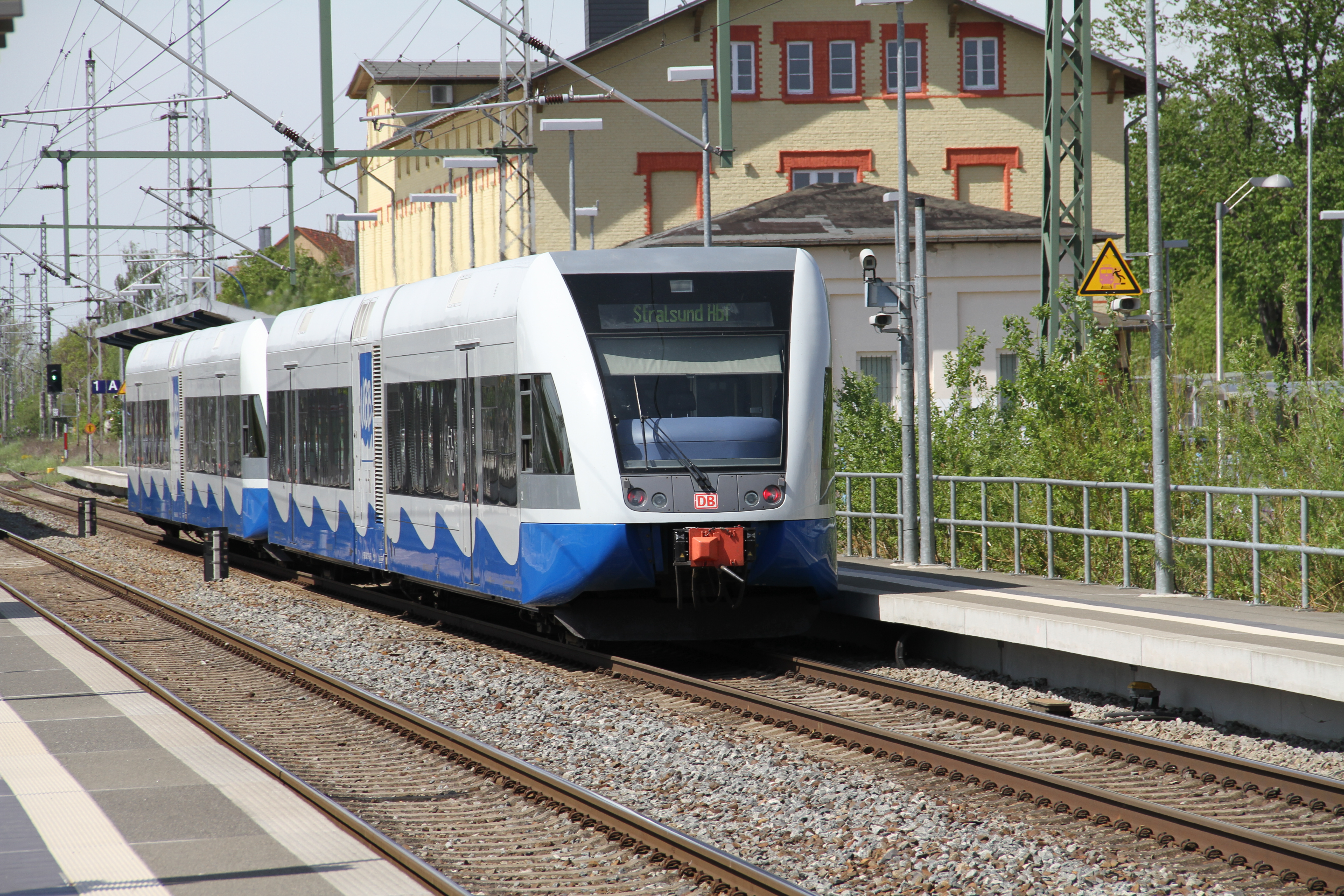
Die GTW der Usedomer Bäderbahn verkehren im blauen Wellen-Design.

- Usedomer Bäderbahn (UBB)
  - 646 101–114 (2000), GTW 2/6
  - 646 121–129 (2002), GTW 2/6

Mit den GTW der Baureihe 646 löste die Usedomer Bäderbahn ihre in die Jahre gekommenen Schienenbusse der Baureihe 771 ab.
- DB Regio
  - DB Regio Nordost: Bw Neuruppin
    - 646 001–030 (2001), GTW 2/6

Für den Betrieb von Nahverkehrslinien im Raum Berlin und Brandenburg beschaffte DB Regio Nordost 30 Züge Reihe 646. Seit dem 5. Februar 2012 verkehren täglich drei Fahrtenpaare zwischen Frankfurt (Oder) und Polen in Kooperation mit Polregio. Dafür wurden die Triebwagen 946 028–030 mit polnischen Zugbeeinflussungseinrichtungen und stärkeren Scheinwerfern ausgerüstet. Mit dem Inkrafttreten des neuen Verkehrsvertrags des Netzes Nordwestbrandenburg im Dezember 2016 wurden einige Fahrzeuge der Baureihe 646 zugunsten der Baureihe 648 im Fährhafen Mukran abgestellt. Anfang 2019 wurde bekannt, dass 12 der abgestellten GTWs an die České dráhy verkauft wurden.
- DB Regio Mitte: Dreieichbahn, Kurhessenbahn (DB Regio Netz Verkehrs GmbH)

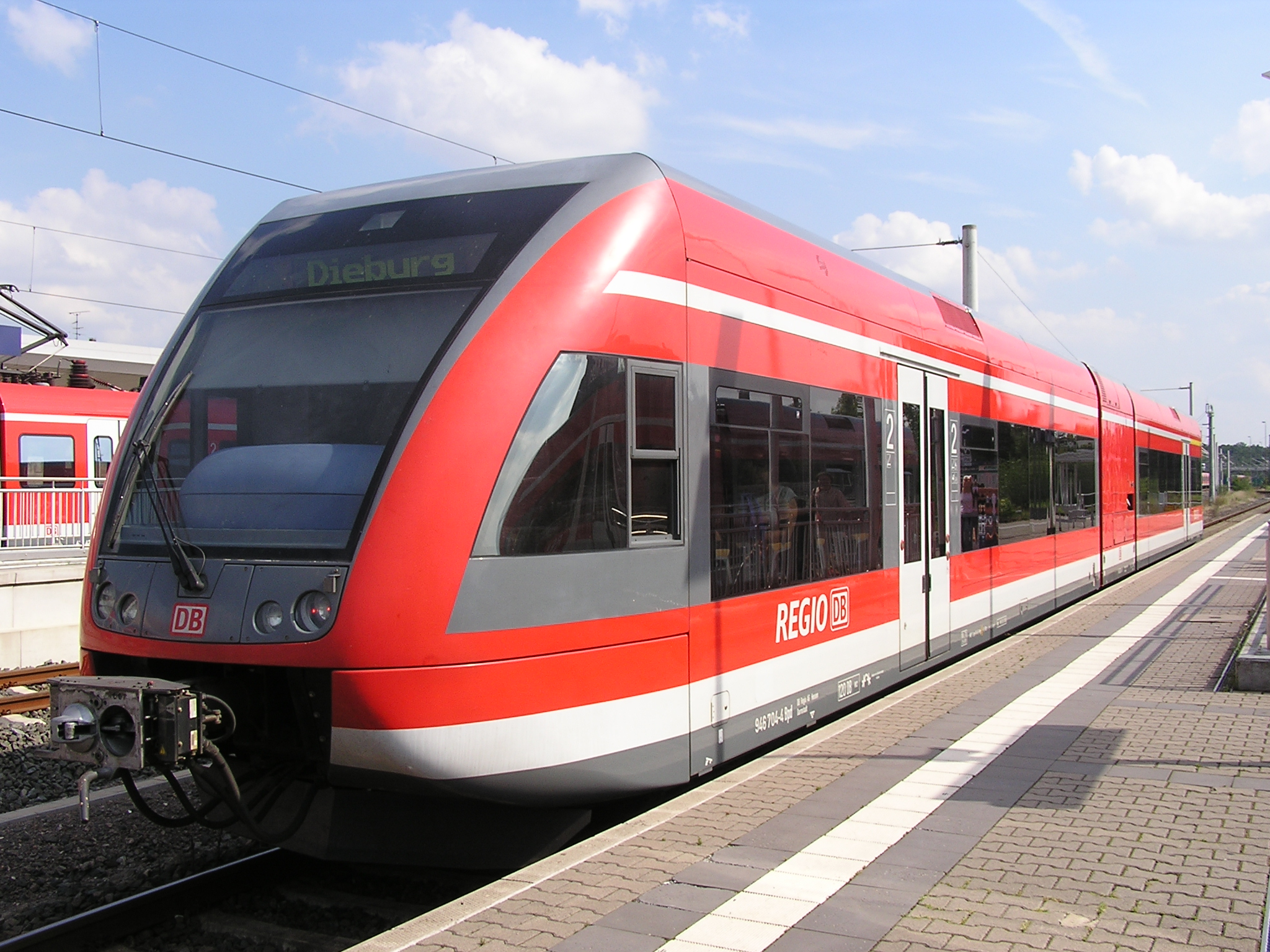
Baureihe 646 im Einsatz für DB Regio Mitte auf der Dreieichbahn

- 646 201–213 (2002), GTW 2/6

DB Regio Mitte modernisierte 2002 den Fahrzeugpark der Kurhessen- und der Dreieichbahn mit 13 GTW.
Eines der Fahrzeuge dieser Bauserie (646 207) wurde nach einem Brand verschrottet, die übrigen zwölf Triebwagen wurden Anfang 2020 nach Tschechien an Arriva vlaky verkauft.
Die durch die DB, die UBB und die HLB eingesetzten GTW wurden als Lizenzbau von Bombardier (Endwagen) und Adtranz (Antriebsteil) gefertigt. Bei deutschen Bahnunternehmungen sind nur GTW mit Dieselantrieb im Einsatz. Bei der DB werden die Antriebsteile als Baureihe 646 geführt, die Endwagen als 946.0 bzw. 946.5.

### Österreich
- Linzer Lokalbahn (LILO)

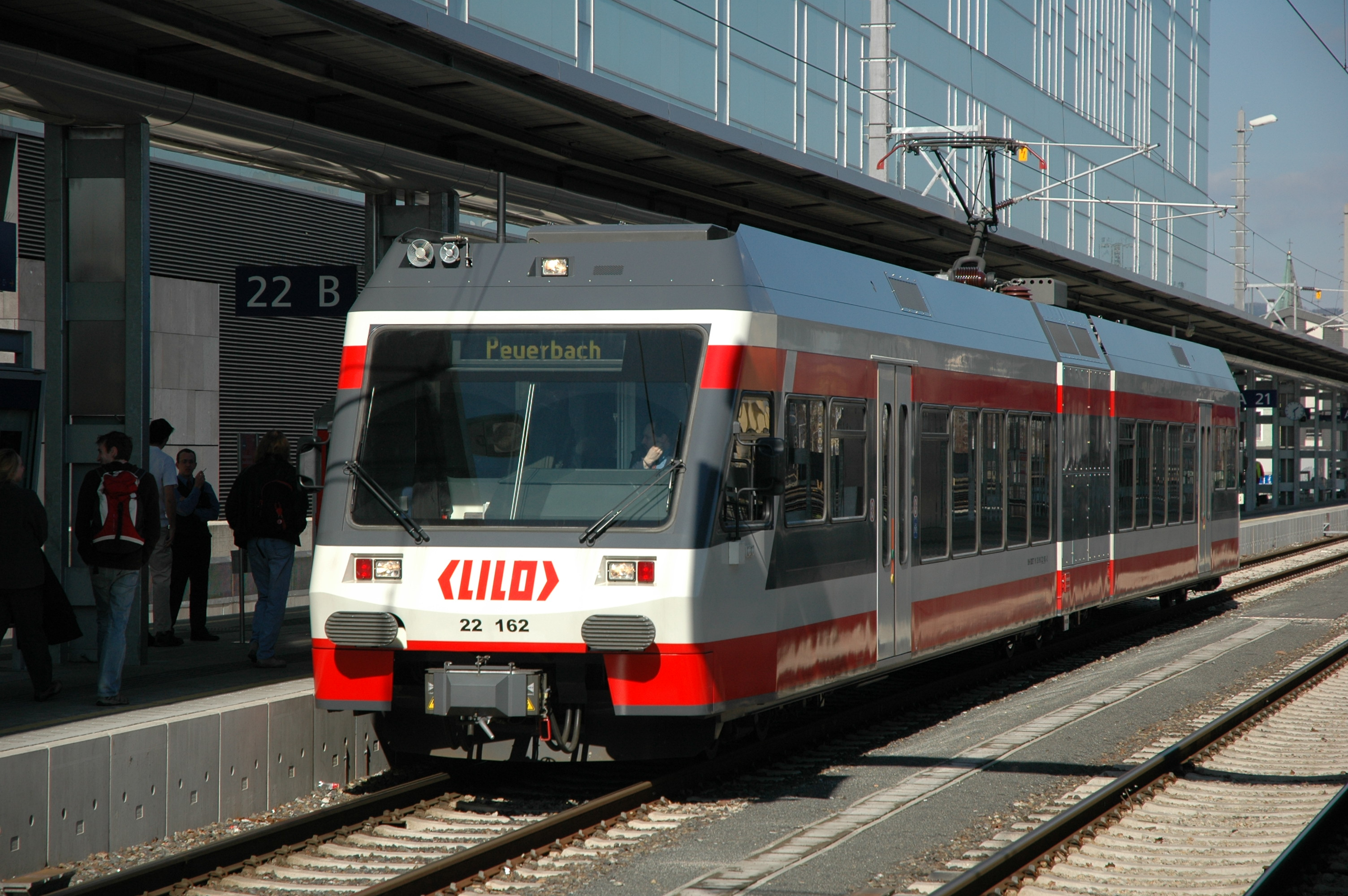
LILO ET 22 im ÖBB-Bahnhof Linz

  - ET 22 151–158 (2000), GTW 2/6 (Zweisystemtriebwagen für 750 V Gleich- und 15 kV Wechselspannung)
  - ET 22 159–164 (2005), GTW 2/6 (750 V = / 15 kV ~)

Die ET 22 der zweiten Serie wurden zu Beginn als Zweistromfahrzeuge für Gleich- und Wechselspannung ausgelegt, wie dies bereits beim ersten Exemplar der ersten Serie der Fall war. Die übrigen sieben Gleichstrom-GTW wurden für Wechselstrombetrieb nachgerüstet, weil die LILO-Züge seit 2005 im Linzer Hauptbahnhof enden.

### Italien
- Ferrovie del Sud Est (FSE)
  - drei Diesel-Prototypen von 1996 (ehemals MThB) im Jahr 2007 von SBB GmbH gekauft[5]

### Tschechien
- České dráhy (ČD)

Die staatliche tschechische Bahngesellschaft ČD übernahm 2019 von DB Regio Nordost die Diesel-Triebzüge 646 004, 007, 009 (Ersatzteilspender), 015, 016, 018 – 020 und 023 – 027, um sie nach einer Modernisierung ab Dezember 2019 in der Region Olomouc einzusetzen. Da die geplante Sanierung mangels Auftragnehmer nicht durchgeführt werden konnte, erfolgte eine überwiegend äußerliche Aufarbeitung mit neuer Farbgebung in eigener Werkstatt. Im Februar 2020 wurde das erste Fahrzeug im Fahrgastbetrieb eingesetzt. Die Region Olomouc kritisierte das Fehlen von Steckdosen und WLAN, die unzuverlässigen Klimaanlagen und die wegen der fehlenden Überholung mangelhafte Zuverlässigkeit. Problematisch ist die Einstiegshöhe von 760 mm. In Tschechien sind in größeren Bahnhöfen 550 mm und in vielen Station an Nebenlinien 200 mm hohe Bahnsteige Standard. Ende 2020 erhielt ŽOS Zvolen in der Slowakei den Auftrag zur umfassenden Modernisierung der Fahrzeuge. Die aufgearbeiteten Triebzüge sollen schrittweise auf den Strecken Olomouc–Drahanovice, Šumperk–Hanušovice und Olomouc–Moravský Beroun eingesetzt werden.
- Arriva vlaky

Arriva vlaky erwarb Anfang 2020 von DB Regio Mitte zwölf GTW, um sie auf mehreren Strecken in der Region Zlin einzusetzen, die seit 2019 von Arriva bedient werden. Die Triebwagen 646 201 – 204 wurden im April 2020 nach Šumperk überführt, wo sie bei Pars Nova modernisiert werden. Bis Ende 2021 sollen alle zwölf Triebwagen einsatzfähig sein. Die für den Einsatz bei der Dreieichbahn für das barrierefreie Einsteigen an 55 cm hohen Bahnsteigen ausgelegten Fahrzeuge eignen sich besser für das tschechische Bahnnetz als die von den ČD gekauften GTW.
Im Jahr 2024 folgten 13 GTW von der HLB, die für den Einsatz auf drei Strecken an der Grenze zur Slowakei und zu Ungarn mit WiFi, ETCS und Radstellplätzen ausgerüstet und in den Farben der Region lackiert wurden.

## Variantenübersicht
Stadler bezeichnet nach dem Vorbild der Schweizer Serienbezeichnungen die verschiedenen Varianten mit einem x/y, wobei x die Anzahl der angetriebenen Achsen angibt und y die Anzahl der Achsen insgesamt.
Die Abkürzungen der Bahnunternehmungen sind mit dem entsprechenden Abschnitt im Kapitel Kunden und Betreiber verlinkt.
| Stadler GTW – erste Generation             | Stadler GTW – erste Generation       | Stadler GTW – erste Generation | Stadler GTW – erste Generation | Stadler GTW – erste Generation | Stadler GTW – erste Generation | Stadler GTW – erste Generation | Stadler GTW – erste Generation |                 |
| ------------------------------------------ | ------------------------------------ | ------------------------------ | ------------------------------ | ------------------------------ | ------------------------------ | ------------------------------ | ------------------------------ | --------------- |
| Bauartbezeichnung:                         | BTI Be 2/6 CEV Be 2/6                | MThB Bm 596                    | MThB RABe 526                  | LILO ET 22                     | HLB 646                        | DB Regio 646                   | UBB 646                        |                 |
| Nummerierung:                              | BTI: 501–507, 509–510 CEV: 7001–7004 | 596 601–603                    | 526 680–689                    | 151–164                        | 101–130                        | 001–030, 201–213               | 101–114, 121–129               |                 |
| Anzahl:                                    | BTI: 9 + 1 Mittelteil CEV: 4         | 3                              | 10                             | 8 + 6 (zweite Serie)           | 30                             | 43                             | 23                             |                 |
| Baujahre:                                  | 1997–1998, 2007                      | 1996                           | 1998                           | 2000, 2005                     | 1999, 2001                     | 2000–2001                      | 2000–2002                      |                 |
| Achsformel:                                | 2’Bo2’                               | 2’Bo2’                         | 2’Bo2’                         | 2’Bo2’                         | 2’Bo2’                         | 2’Bo2’                         | 2’Bo2’                         |                 |
| Spurweite:                                 | 1000 mm                              | 1435 mm                        | 1435 mm                        | 1435 mm                        | 1435 mm                        | 1435 mm                        | 1435 mm                        |                 |
| Länge über Kupplung/Puffer:                | 30,100 m                             | 37,144 m                       | 37,600 m                       | 38,200 m                       | 38,660 m                       | 38,660 m                       | 38,660 m                       |                 |
| Breite:                                    | 2700 mm                              | 3000 mm                        | 3000 mm                        | 3000 mm                        | 3000 mm                        | 3000 mm                        | 3000 mm                        |                 |
| Längsdruckkraft:                           | 800 kN                               | 1500 kN                        | 1500 kN                        | 1500 kN                        | 1500 kN                        | 1500 kN                        | 1500 kN                        |                 |
| Achsstand Antriebsmodul: Laufdrehgestelle: | 1800 mm 1600 mm                      | 2000 mm 2000 mm                | 2100 mm 1900 mm                | 2100 mm 1900 mm                | 2000 mm 2000 mm                | 2000 mm 2000 mm                | 2000 mm 2000 mm                | 2000 mm 2000 mm |
| Dienstmasse:                               | 37 t                                 | 47,5 t                         | 57 t                           | 60 t                           | 52 t                           | 54 t                           | 54 t                           |                 |
| Höchstgeschwindigkeit:                     | 80 km/h                              | 120 km/h                       | 130 km/h                       | 120 km/h                       | 120 km/h                       | 120 km/h                       | 120 km/h                       |                 |
| Kurzzeitleistung:                          | 592 kW                               |                                | 760 kW                         | 760 kW                         |                                |                                |                                |                 |
| Dauerleistung:                             | 320 kW                               | 424 kW                         | 520 kW                         | 520 kW                         | 420 kW                         | 420 kW                         | 420 kW                         | 420 kW          |
| Anfahrzugkraft:                            | 65 kN                                | 61 kN                          | 70 kN                          | 70 kN                          | 62 kN                          | 62 kN                          | 62 kN                          | 62 kN           |
| Treibraddurchmesser (neu): Laufrad (neu):  | 750 mm 660 mm                        | 860 mm 680 mm                  | 860 mm 680 mm                  | 860 mm 680 mm                  | 860 mm 680 mm                  | 860 mm 680 mm                  | 860 mm 680 mm                  |                 |
| Stromsystem:                               | BTI: 1200 V = CEV: 900 V =           | dieselelektrisch               | 15 kV, 16,7 Hz                 | 750 V = 15 kV, 16,7 Hz         | dieselelektrisch               | dieselelektrisch               | dieselelektrisch               |                 |
| Dieselmotor Hersteller: Bauart: Leistung:  | –                                    | MTU Zwölfzylinder-V 550 kW     | –                              | –                              | MTU Zwölfzylinder-V 550 kW     | MTU Zwölfzylinder-V 550 kW     | MTU Zwölfzylinder-V 550 kW     |                 |
| Sitzplätze 1. Klasse: 2. Klasse:           | – BTI: 88, CEV: 84                   | – 134                          | 12 106                         | – 126, 118 (zweite Serie)      | – 120                          | 15 93                          | – 126                          |                 |
| Stehplätze (4 Pers./m²):                   | BTI: 92, CEV: 96                     | 106                            | 82                             | 108, 112 (2. Serie)            | 103                            | 104                            | 91                             |                 |
| Fußbodenhöhe Niederflur: Hochflur:         | 370 mm 845 mm                        | 585 mm 985 mm                  | 585 mm 1000 mm                 | 585 mm 1000 mm                 | 585 mm 1000 mm                 | 760 mm 1000 mm                 | 585 mm 1000 mm                 |                 |
| Kupplungstyp:                              | BTI: +GF+ CEV: Ausgleichskupplung    | Schraubenkupplung              | Schraubenkupplung              | Schraubenkupplung              | Scharfenberg                   | Scharfenberg                   | Scharfenberg                   |                 |
| Luftfederung:                              |                                      | Laufdrehgestelle               | Laufdrehgestelle               | Laufdrehgestelle               |                                |                                |                                |                 |
| Besonderheiten:                            |                                      |                                | WC                             | Klimaanlage, WC                | Klimaanlage, WC                | Klimaanlage, WC                | Klimaanlage, WC                |                 |
| Quelle:                                    | [ 23 ]                               | [ 24 ]                         | [ 25 ]                         | [ 26 ]                         | [ 27 ]                         | [ 28 ]                         | [ 29 ]                         |                 |